# Ludolf von Alvensleben (Thiếu tướng)

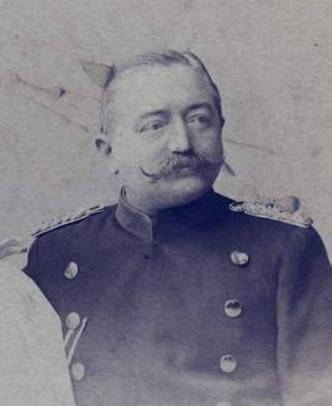
Tướng Ludwig von Alvensleben

Ludolf Arthur Herman von Alvensleben (11 tháng 11 năm 1844 – 8 tháng 12 năm 1912) là một Thiếu tướng Phổ, sinh ra tại Potsdam và mất tại Halle an der Saale.
Ông đã thừa kế lâu đài Schochwitz từ cha mình. Lâu đài này vốn đã thuộc về dòng họ Alvensleben kể từ khi Gebhart von Alvensleben mua nó vào năm 1783.

## Tiểu sử

### Thân thế
Ông là người có nguồn gốc từ gia đình quý tộc Hạ Đức von Alvensleben, là con trai của Trung tướng Hermann von Alvensleben (1809 – 1887) và bà Karoline von Alvensleben, tên khai sinh von Kalitzsch (1814 – 1887).

### Sự nghiệp
Sau khi học tại Potsdam, Ludolf von Alvensleben đã gia nhập quân đội Phổ vào năm 1864. Với cấp bậc Thiếu úy trong Trung đoàn Bộ binh nhẹ Cận vệ (Gardejägern), ông tham chiến trong cuộc Chiến tranh Schleswig lần thứ hai chống Đan Mạch năm 1864, cuộc Chiến tranh Bảy tuần chống Đế quốc Áo vào năm 1866 và cuộc Chiến tranh Pháp-Đức (19 tháng 7 năm 1870 – 10 tháng 5 năm 1871) chống lại Đế chế Pháp thứ hai dưới thời Napoléon III, cháu trai của Napoléon Bonaparte. Hai trong ba người anh của ông đã tử trận trong các cuộc chiến tranh này. Vào năm 1893, ông được phong quân hàm Thượng tá trong Trung đoàn Phóng lựu số 110 và vào năm 1896 ông được lãnh chức Tư lệnh Trung đoàn Phóng lựu "Vua Karl" (số 5 Württemberg) số 123 tại Ulm. Vào năm 1899, ông giải ngũ đồng thời được phong quân hàm danh dự (Charakter) Thiếu tướng. Trong khoảng thời gian sau đó, ông chú tâm quản lý thái ấp Schochwitz của mình, nơi ông từ trần vào năm 1912.

### Hôn nhân
Ông đã kết hôn với Antoinette, Nữ Bá tước Ricou (1870 – 1950), và cuộc hôn nhân này mang lại cho ông 4 người con, trong số đó có viên tướng SS về sau này Ludolf von Alvensleben (1901 – 1970), một tội phạm chiến tranh Đức Quốc xã đã trốn thoát sang Chile.